# Postupice
Postupice település Csehországban, a Benešovi járásban. Postupice Struhařov, Popovice, Bystřice, Chotýšany, Veliš, Vlašim és Jankov településekkel határos. Lakosainak száma 1456 fő (2024. január 1.).

## Népesség
A település lakosságának változását az alábbi diagram mutatja:
| Lakosok száma | 2775 | 2650 | 2444 | 1720 | 1253 | 1125 | 1294 | 1355 | 1374 | 1456 |
|               | 1869 | 1890 | 1921 | 1950 | 1980 | 2001 | 2017 | 2019 | 2022 | 2024 |